# گلوریا (مجموعه تلویزیونی)
گلوریا (انگلیسی: Gloria؛‏ کره‌ای: 글로리아) یک مجموعه تلویزیونی محصول کره جنوبی در سال ۲۰۱۰ با بازی به دونا، لی چون هی، سو جی سوک، اوه هیون کیونگ و لی جونگ وون است. داستان این مجموعه حول محور عشق، بقا، غلبه بر فقر و مشکلات زندگی و تحقق رؤیاها می‌چرخد. گلوریا از ۳۱ ژوئیه ۲۰۱۰ تا ۳۰ ژانویه ۲۰۱۱، روزهای شنبه و یکشنبه ساعت ۲۰:۴۰ (کی‌اس‌تی) از ام‌بی‌سی پخش شد.

## پیند به بیرون
- وبگاه رسمی (به کره‌ای)
- گلوریا در ام‌بی‌سی گلوبال مدیا
- گلوریا در هان‌سینما
- گلوریا در بانک اطلاعات اینترنتی فیلم‌ها (IMDb)